# ブアラ
ブアラ（Buala）はソロモン諸島のイサベル州サンタイサベル島の町。同州の州都に定められている。島東部に位置し、ブアラ湾を挟んで北にはフェラ島が浮かぶ。人口は829人（2019年国勢調査予備結果）。
丘の斜面に形成された小さな街で、付近の村と共に第二級行政区画のブアラ区（Ward）を構成する。ブアラ区の面積は約20平方キロメートル、人口は2,813人（2009年国勢調査）。イサベル州の区の中では最も人口が多い。ブアラの近くにはクボロタ（Kubolota）、チティロ（Tithiro）、マグラウ（Maglau）が、内陸部にはティログトナ（Tirotogna）、バラ（Bara）、グレナ（Gurena）、コロコファ（Kolokofa）の集落がある。
街には食料品店は存在しないが、小規模な市場が日曜日を除く毎日開かれており新鮮な果物、野菜、魚が販売されている。病院はあるものの、重症の場合は通常首都ホニアラへ搬送される。銀行はサウスパシフィック銀行がある。
島を一周する道路は存在せず、フェラ島のフェラ空港が主な外部とのアクセス手段となる。フェラ島とはボートで15分ほどである。

## 気候
ケッペンの気候区分では熱帯雨林気候に属しており、年間を通じて大雨が降る。
| ブアラの気候           | ブアラの気候 | ブアラの気候 | ブアラの気候 | ブアラの気候 | ブアラの気候 | ブアラの気候 | ブアラの気候 | ブアラの気候 | ブアラの気候 | ブアラの気候 | ブアラの気候 | ブアラの気候 | ブアラの気候   |
| 月                     | 1月          | 2月          | 3月          | 4月          | 5月          | 6月          | 7月          | 8月          | 9月          | 10月         | 11月         | 12月         | 年             |
| ---------------------- | ------------ | ------------ | ------------ | ------------ | ------------ | ------------ | ------------ | ------------ | ------------ | ------------ | ------------ | ------------ | -------------- |
| 平均最高気温 °C （°F） | 30.7 (87.3)  | 30.4 (86.7)  | 30.5 (86.9)  | 30.6 (87.1)  | 30.6 (87.1)  | 30.2 (86.4)  | 29.7 (85.5)  | 29.9 (85.8)  | 30.1 (86.2)  | 30.6 (87.1)  | 30.8 (87.4)  | 30.9 (87.6)  | 30.42 (86.76)  |
| 日平均気温 °C （°F）   | 27.3 (81.1)  | 27.0 (80.6)  | 27.0 (80.6)  | 27.0 (80.6)  | 26.9 (80.4)  | 26.5 (79.7)  | 26.1 (79)    | 26.3 (79.3)  | 26.4 (79.5)  | 26.8 (80.2)  | 27.1 (80.8)  | 27.2 (81)    | 26.8 (80.23)   |
| 平均最低気温 °C （°F） | 23.9 (75)    | 23.7 (74.7)  | 23.6 (74.5)  | 23.5 (74.3)  | 23.3 (73.9)  | 22.9 (73.2)  | 22.6 (72.7)  | 22.7 (72.9)  | 22.8 (73)    | 23.0 (73.4)  | 23.4 (74.1)  | 23.6 (74.5)  | 23.25 (73.85)  |
| 降水量 mm （inch）     | 360 (14.17)  | 346 (13.62)  | 391 (15.39)  | 261 (10.28)  | 193 (7.6)    | 155 (6.1)    | 197 (7.76)   | 178 (7.01)   | 172 (6.77)   | 193 (7.6)    | 199 (7.83)   | 275 (10.83)  | 2,920 (114.96) |
| 出典：Climate-Data.org |              |              |              |              |              |              |              |              |              |              |              |              |                |